# Tribalus distinguendus
Tribalus distinguendus är en skalbaggsart som beskrevs av G. Müller 1938. Tribalus distinguendus ingår i släktet Tribalus och familjen stumpbaggar. Inga underarter finns listade i Catalogue of Life.